# Spider-Man 3 (trilha sonora)
Music from and Inspired by Spider-Man 3 é o álbum da trilha sonora do filme Homem-Aranha 3 de Sam Raimi, de 2007. Foi lançado em 1 de maio de 2007.
| Críticas profissionais | Críticas profissionais |
| Pontuações agregadas   | Pontuações agregadas   |
| Fonte                  | Avaliação              |
| ---------------------- | ---------------------- |
| Allmusic               | [ 2 ]                  |
| Avaliações da crítica  |                        |
| Fonte                  | Avaliação              |

## Lista de faixas
| N.º | Título                                                   | Duração |  |
| 1.  | "Signal Fire"                                            |         |  |
| 2.  | "Move Away"                                              |         |  |
| 3.  | "Sealings"                                               |         |  |
| 4.  | "Pleased to Meet You"                                    |         |  |
| 5.  | "Red River"                                              |         |  |
| 6.  | "Stay Free"                                              |         |  |
| 7.  | "The Supreme Being Teaches Spider-Man How to Be in Love" |         |  |
| 8.  | "Scared of Myself"                                       |         |  |
| 9.  | "The Twist"                                              |         |  |
| 10. | "Sightlines"                                             |         |  |
| 11. | "Summer Day"                                             |         |  |
| 12. | "Falling Star"                                           |         |  |
| 13. | "Portrait of a Summer Thief"                             |         |  |
| 14. | "A Letter from St. Jude"                                 |         |  |
| 15. | "Small Parts"                                            |         |  |

| N.º | Título                                           | Duração |  |
| 5.  | "Cut Off the Top (Timo Maas Dirty Rocker Remix)" |         |  |

| N.º | Título                  | Duração |  |
| 16. | "Theme from Spider Man" |         |  |

## Posições no gráfico
| Gráfico (2007)           | Pico posição |
| ------------------------ | ------------ |
| U.S. Billboard 200       | 33           |
| Melhores trilhas sonoras | 2            |